# خوسيه بينيا
خوسيه بينيا (بالإسبانية: José Peña)‏ هو لاعب كرة قاعدة مكسيكي، ولد في 3 ديسمبر 1942 في سيوداد خواريز في المكسيك.

## وصلات خارجية
- خوسيه بينيا على موقع دوري كرة القاعدة الرئيسي (الإنجليزية)
- خوسيه بينيا على موقعبيزبول رفرنس.كوم (الدوري الرئيسي) (الإنجليزية)
- خوسيه بينيا على موقعبيزبول رفرنس.كوم (الدوري الثانوي) (الإنجليزية)